# 塔菲德爾瓦勒

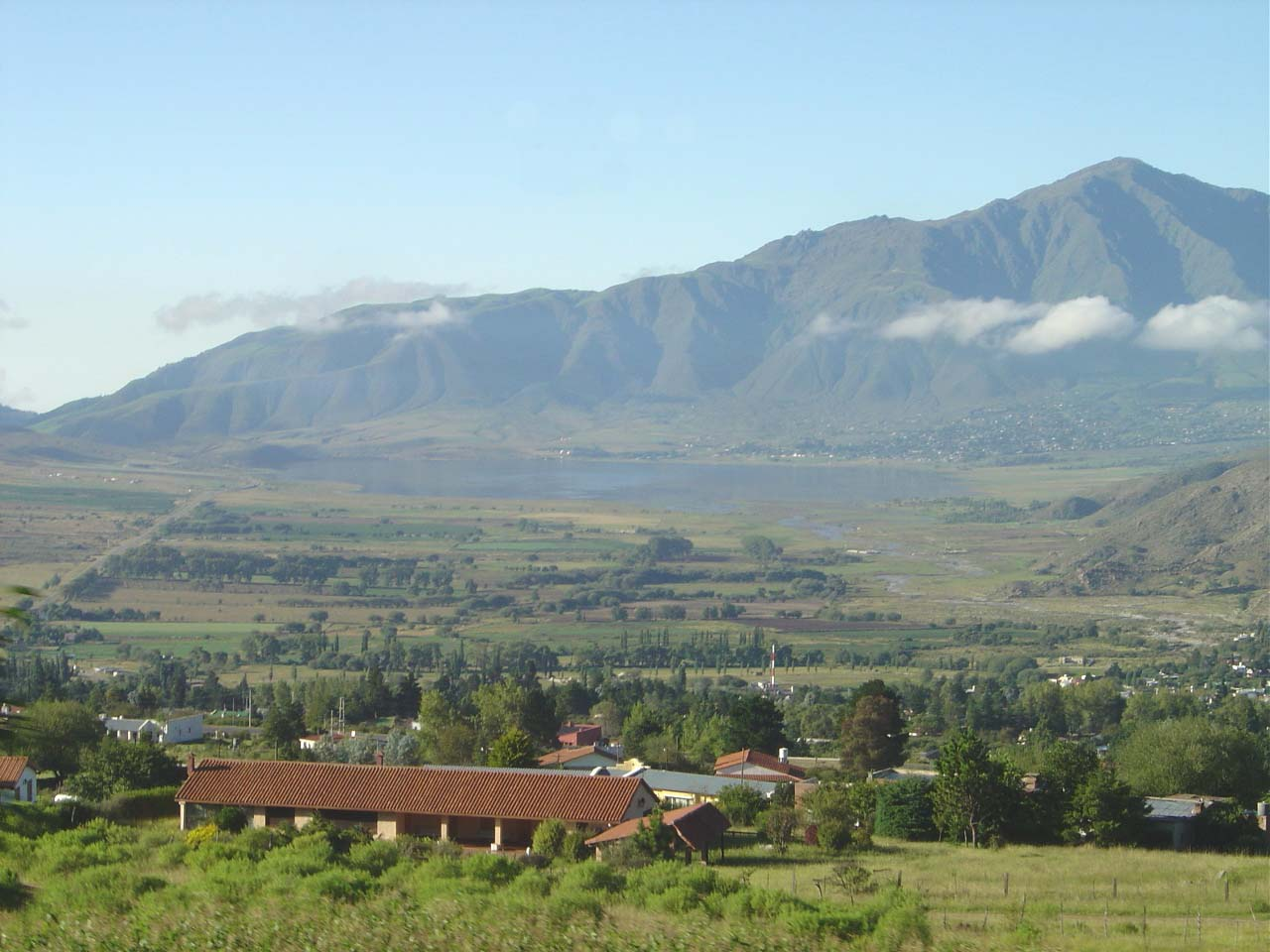

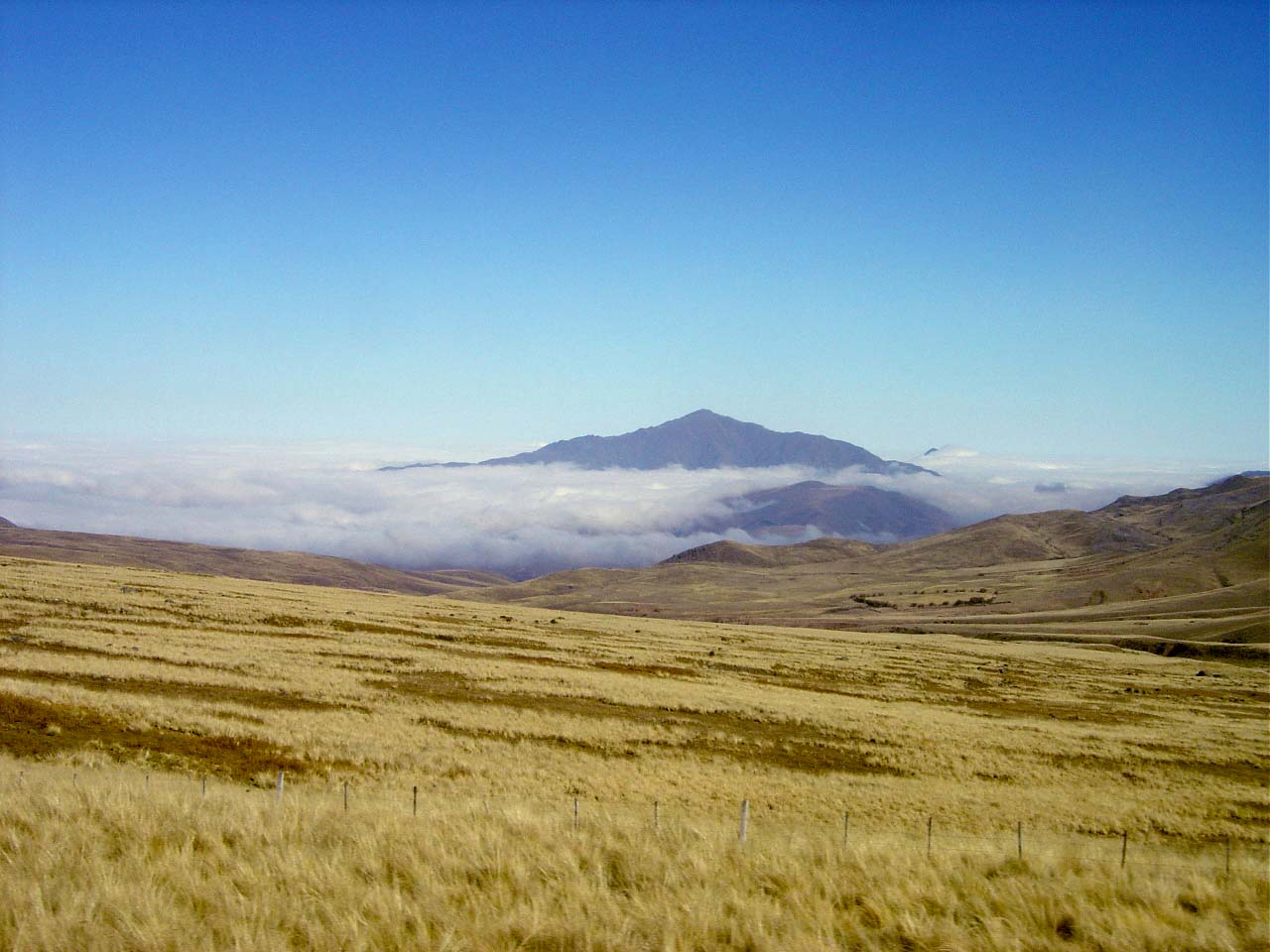

26°51′10″S 65°42′30″W / 26.85278°S 65.70833°W
塔菲德爾瓦勒（西班牙語：Tafí del Valle），是阿根廷的城鎮，位於該國西北部圖庫曼省，是塔菲德爾瓦勒縣的首府，距離聖米格爾-德圖庫曼126公里，海拔高度2,014米，2010年人口14,933。